# الدورة التاسعة للبرلمان الأوروبي
بدأت الدورة التاسعة للبرلمان الأوروبي مع إعلان انتخابات 2019 واستمرت حتى انتخابات 2024.